# San Miguel de Tabagón
San Miguel de Tabagón es una parroquia del municipio pontevedrés de El Rosal en Galicia, España. Según el IGE, en 2019 residían 903 personas, 432 hombres y 471 mujeres.

## Lugares
Según el IGE, existen los siguientes lugares en la parroquia:
- O Calvario.
- O Carrascal.
- O Cotro.
- O Cruceiro.
- A Cumieira.
- O Morán.
- O Outón.
- Pías.
- A Ponte da Tamuxe.